# Beilschmiedia tawaensis
Beilschmiedia tawaensis är en lagerväxtart som beskrevs av Elmer Drew Merrill. Beilschmiedia tawaensis ingår i släktet Beilschmiedia och familjen lagerväxter. Inga underarter finns listade i Catalogue of Life.